# Медина, Хайкель
Хайкель Ллойд Медина Скарлетт (исп. Jaikel Lloyd Medina Scarlett; 28 января 1992, Лимон, Коста-Рика) — коста-риканский футболист, полузащитник коста-риканского клуба «Депортиво Саприсса».

## Клубная карьера
Хайкель Медина начинал заниматься футболом в коста-риканском клубе «Брухас», который в 2011 году продал свою франшизу «Ориону» и был расформирован. Таким образом Медина стал игроком «Ориона». 4 сентября 2011 года он дебютировал за команду в коста-риканской Примере, выйдя в основном составе в домашнем поединке против клуба «Перес-Селедон».
В начале 2012 года Медину подписал клуб коста-риканского Второго дивизиона «Уругвай де Коронадо», с которым он спустя несколько месяцев вышел в Примеру. 24 октября 2013 года он забил свой первый гол на высшем уровне, открыв счёт в домашнем матче с командой «Депортиво Саприсса».
14 января 2016 года Хайкель Медина перешёл в «Депортиво Саприссу», но тут же был отдан в аренду клубу «Мунисипаль Либерия», в составе которого отыграл Летний чемпионат 2016, после чего вернулся в «Депортиво Саприссу».

## Достижения
«Депортиво Саприсса»
- Чемпион Коста-Рики (1): Зим. 2016